# 阜平県
阜平県（ふへいけん）は中華人民共和国河北省保定市に位置する県。

## 歴史
1193年（明昌4年）、金朝により設置された。清代になると1659年（康熙16年）に廃止されたが、1683年（康熙22年）に再設置され現在に至る。

## 行政区画
- 鎮:阜平鎮、竜泉関鎮、平陽鎮、城南荘鎮、天生橋鎮、王林口鎮、砂窩鎮、北果園鎮
- 郷:台峪郷、大台郷、史家寨郷、呉王口郷、夏荘郷